# 墨川站
墨川站（韓語：묵천역）是位于朝鮮民主主義人民共和國黄海北道銀波郡墨川里的一個鐵路車站。屬於黄海青年線。

## 邻近车站
黃海青年线
銀波站 - 墨川站 - 御史站